# Carlos Alberto Breis Pereira
Carlos Alberto Breis Pereira OFM (* 16. September 1965 in São Francisco do Sul, Santa Catarina, Brasilien) ist ein brasilianischer Ordensgeistlicher und ernannter römisch-katholischer Koadjutorerzbischof von Maceió.

## Leben
Carlos Alberto Breis Pereira trat der Ordensgemeinschaft der Franziskaner bei und legte am 10. Januar 1987 die ewige Profess ab. Er empfing am 20. August 1994 das Sakrament der Priesterweihe.
Am 17. Februar 2016 ernannte ihn Papst Franziskus zum Koadjutorbischof von Juazeiro. Der Erzbischof von Olinda e Recife, Antônio Fernando Saburido OSB, spendete ihm am 7. Mai desselben Jahres die Bischofsweihe; Mitkonsekratoren waren der Bischof von Juazeiro, José Geraldo da Cruz AA, und der Bischof von Limoeiro do Norte, Josef Haring OFM.
Am 7. September 2016 wurde Carlos Alberto Breis Pereira in Nachfolge des aus Altersgründen zurückgetretenen José Geraldo da Cruz Bischof von Juazeiro. Papst Franziskus bestellte ihn am 8. November 2023 zum Koadjutorerzbischof von Maceió.